# エルンスト・テールマン島
エルンスト・テールマン島（ドイツ語: Ernst-Thälmann-Insel, スペイン語: Cayo Ernesto Thaelmann）は、キューバのカソネス湾にある長さ15キロメートル、幅500メートルの島である。その名前は、ドイツの共産主義政治家・活動家のエルンスト・テールマンに因む。

## 自然
島は、非常に発達した珊瑚礁である。高度な生物多様性があり、黒珊瑚や様々な観賞魚種を含むいくつかの絶滅危惧種の棲家となっている。広い手つかずの海岸があり、フエダイの稚魚の成育に適している。他に、キューバイワイグアナや野鳥が棲息している。島は無人で、時々観光客が訪れる程度である。

## 歴史

### 1970年代

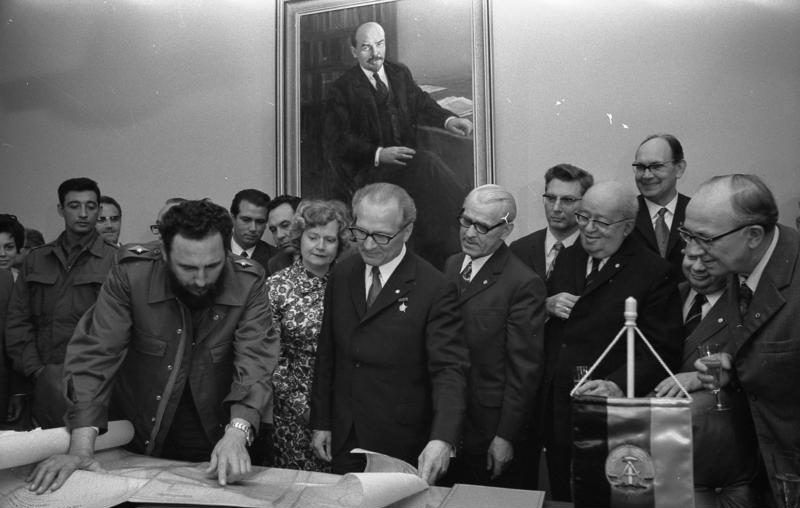
1972年6月19日、ベルリン: 共同声明に調印の後、フィデル・カストロ（左）がエーリッヒ・ホーネッカー（中央）に対してキューバの地図を指さしている。地図には、「エルンスト・テールマン島」と名付けられた島と「ドイツ民主共和国海岸」(Playa RDA)と名付けられた海岸が示されている。

1972年まで、この島は「ブランコ・デル・スル島」（スペイン語: Cayo Blanco del Sur）と呼ばれていた。1972年6月にフィデル・カストロがドイツ民主共和国（東ドイツ）のエーリッヒ・ホーネッカーを公式訪問した際、カストロはこの島を「エルンスト・テールマン島」に改称した。
エルンスト・テールマンはドイツの共産主義政治家・活動家で、ヴァイマル共和政下におけるドイツ共産党(KPD)の指導者であった。ナチス政権の誕生直後に逮捕され、裁判をしないまま11年間独房で拘留された後に、ブーヘンヴァルト強制収容所でアドルフ・ヒトラーの命令により射殺された。
1972年6月20日付の『ノイエス・ドイチュラント』の記事によれば、キューバの指導者は、島を「エルンスト・テールマン島」に、その島の海岸の一つを「ドイツ民主共和国海岸」（スペイン語: Playa "República Democrática Alemana", ドイツ語: "DDR-Strand")に改称することを発表した。東ドイツの国営放送・ドイツテレビジョン放送の報道番組『Aktuelle Kamera』は、1972年8月18日のエルンスト・テールマンの胸像の除幕式の様子を報じている。除幕式には東ドイツ大使と数人の東ドイツ外交官、約100人のキューバの代議士が参列した。
1975年3月、東ドイツの歌手フランク・シェーベルのミュージックビデオの撮影がキューバで行われ、エルンスト・テールマン島でも数シーン撮影されている。そのシーンは後に、この島を東ドイツ・キューバの友好の象徴と強調するためのドキュメンタリー番組に使用された。

### 近年
1998年、ハリケーン・ミッチによって島の大部分が荒廃したと見られる。テールマンの胸像も倒壊した。
駐独キューバ大使館とドイツ外務省によれば、島名の改称はただの「象徴的な行為」でしかなく、島の領有権がキューバからドイツへ譲渡されてはいない。1990年10月3日に東ドイツの全ての領域が西ドイツに編入（ドイツ再統一）された時、どちらのドイツもこの島を領有していなかった。しかしながら、アメリカ合衆国内にあるミクロネーションである「モロッシア共和国」は、「この島がキューバから東ドイツに譲渡され、西ドイツには編入されていないことから、東ドイツの主権は同島に残存している」として、東ドイツと引き続き戦争状態にあると主張している。
Google mapでは、スペイン語読みの「カヨ・エルネスト・トアエルマン」及び、旧称の「カヨス・ブランコス・デル・スール」（太字はおそらく誤記）という2つの名称が表示される。